# Abacetus bechynei
Abacetus bechynei là một loài bọ chân chạy thuộc họ Bọ chân chạy.